# Otto von Kotzebue

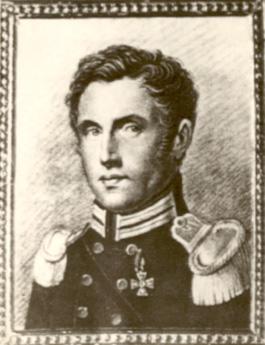
Otto von Kotzebue

Otto von Kotzebue (ryska: Отто Евстафьевич Коцебу: Otto Jevstafjevitj Kotsebu) född (18 g.s.) 30 december 1787 i Reval, guvernementet Estland, Kejsardömet Ryssland, död (2 g.gs.) 15 februari 1846 i Reval, var en balttysk sjöfarare och upptäcktsresande i rysk tjänst. Under sina expeditioner i Stilla havet upptäckte han cirka 400 öar  och under sin livstid genomförde Kotzebue tre världsomseglingar.

## Kotzebues tidiga liv
Kotzebue var andre sonen till dramatikern och författaren August von Kotzebue. År 1795 började han som sjuåring vid Marinkadettskolan i Sankt Petersburg där han studerade till 1803. Senare samma år deltog han som kadett på fartyget "Nadezjda" i Adam Johann von Krusensterns världsomsegling som avslutades 1806. Efter hemkomsten tjänstgjorde han en kort tid på Östersjön.
År 1815 utrustade greve Nikolaj Rumjantsev en expedition i syfte att hitta Nordvästpassagen, samt att mera noggrant utforska Stilla havet. Expeditionen sanktionerades av Alexander I av Ryssland och Kotzebue utsågs till ledare över expeditionen. Att hitta en passage genom Norra ishavet var en viktig förutsättning för den fortsatta utvecklingen av kolonin Ryska Amerika (nu Alaska).

## Expeditionerna i Stilla Havet

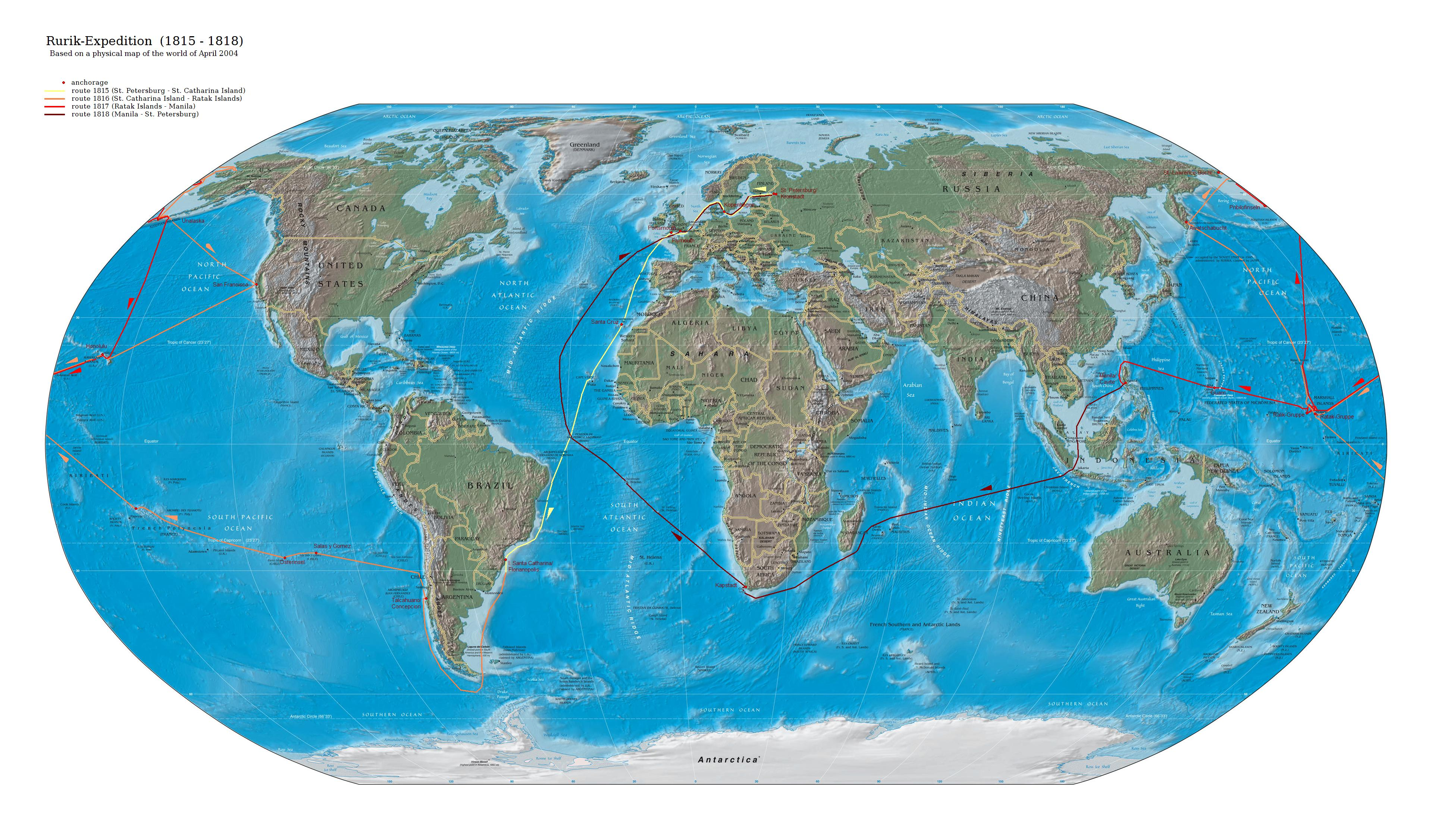
Expeditionen 1815–1816

### 1815–1818
Den 30 juli 1815 lämnade Kotzebue hamnen i Kronstadt med fartyget "Rjurik" och en besättning om cirka 27 man. På resan medföljde även vetenskapsmannen Johann Friedrich von Eschscholtz, botanikern Adelbert von Chamisso och tecknaren Louis Choris.
Rutten gick över Atlanten mot Brasilien där man nådde Florianópolis i december och fartyget rundade Kap Horn den 22 januari 1816. Resans första mål var att nå Kamtjatkahalvön och Kotzebue fortsatte förbi Påskön, genom Tuamotuöarna och Marshallöarna och han nådde Petropavlovsk-Kamtjatskij den 19 juni.
Resan fortsatte norr mot Alaska vars västkust kartlades noggrant och vidare norr genom Berings sund där Kotzebue nu styrde österut och upptäckte ett sund (idag kallad "Kotzebue Sound") i Tjuktjerhavet vilket dock visade sig att inte vara en sjöväg till Atlanten. Senare vände man åter mot söder och nådde först Pribiloföarna och i september Unalaska Island.

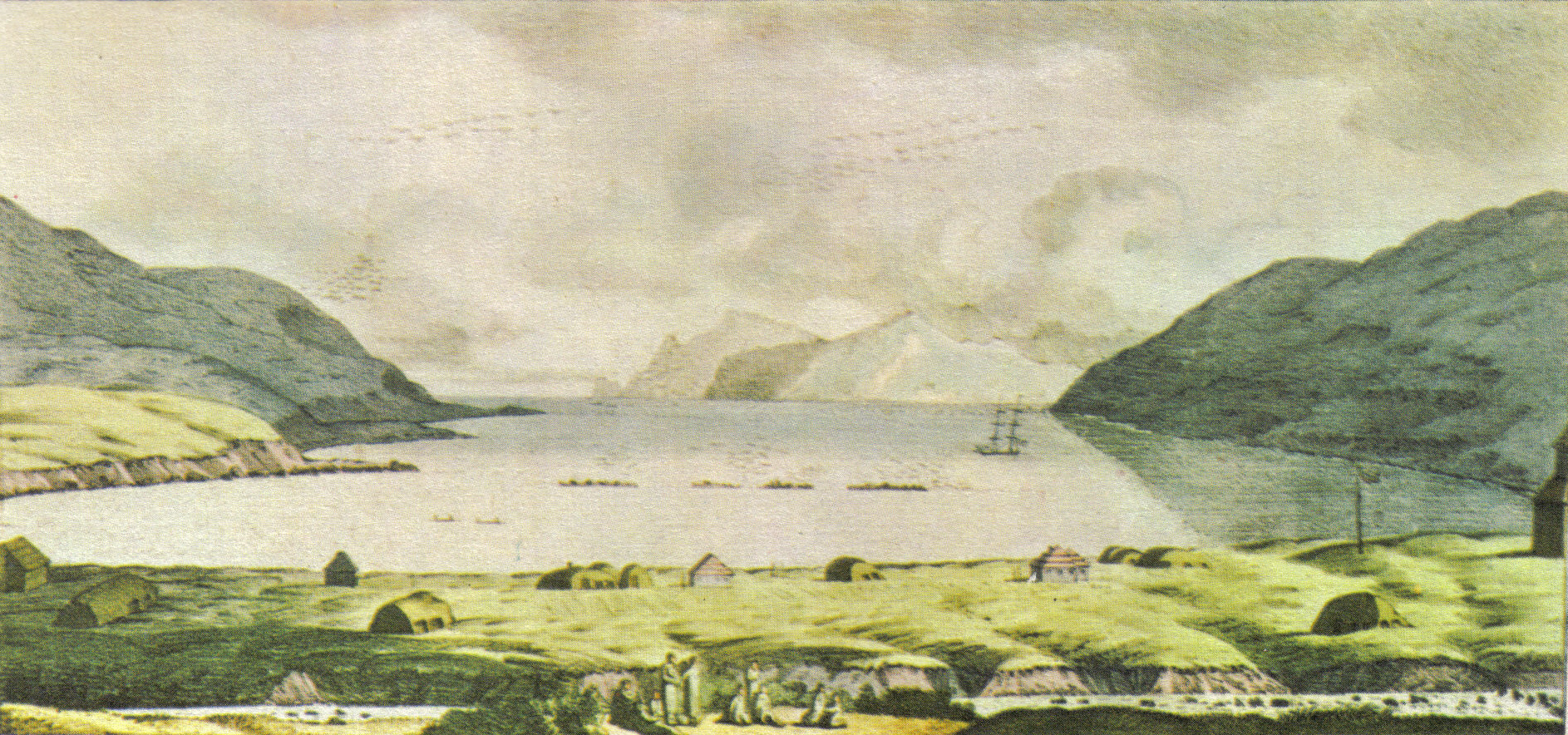
Unalaska, tecknare Louis Choris

För att undvika en hård vinter styrde man nu mot San Francisco och vidare till Hawaiiöarna och Marshallöarna. På grund av fartygets dåliga tillstånd, oväntat mycket istäcke och Kotzebues sviktande hälsa vände man nu åter mot Ryssland och man nådde Sankt Petersburg den 3 augusti 1818.
Expeditionen hade upptäckt en rad nya öar och kartlagd över 400 olika öar, kartlagt Alaskas västkust och dokumenterat en rad dittills okända djur och växter men framför allt vetenskapligt kunna visa att en Nordvästpassage måste finnas genom att kunna påvisa havsströmmar.
År 1821 publicerade Kotzebue en redogörelse i tre band över resan i "Entdeckungs-Reise in die Süd-See und nach der Berings-Straße" och 1822 gav även Choris ut sina teckningar i tryck i "Voyage pittoresque autour du monde".

### 1823–1826
Kotzebues resa och resultat imponerade på Alexander I som 1823 gav uppdraget till en ny expedition till Stilla havet. Syftet var dels att ta med förnödenheter till bosättningarna på Kamtjatka samt hjälpa det Rysk-amerikanska kompaniet mot smugglare och dels att fortsätta utforskningen av området. Kotzebue har nu nått kaptens rang
Den 28 juli 1823 lämnade Kotzebue återigen hamnen i Kronstadt med fartygen "Predprijatije" och en besättning om cirka 144 man, på resan medföljde även denna gång vetenskapsmannen Johann Friedrich von Eschscholtz.
Rutten gick genom Atlanten och man rundade Kap Horn den 23 december. Resan fortsatte genom Stilla havet förbi Hawaiiöarna, Rataköarna, Sällskapsöarna och Samoaöarna, mot Novo-Archangelsk (nutida Sitka) som han nådde i april. Där vakade han över bolagets handel fram till augusti. Kotzebue vänder därefter åter mot Ryssland genom Marianaöarna, Filippinerna och Nya Kaledonien och nådde Sankt Petersburg den 10 juli 1826.

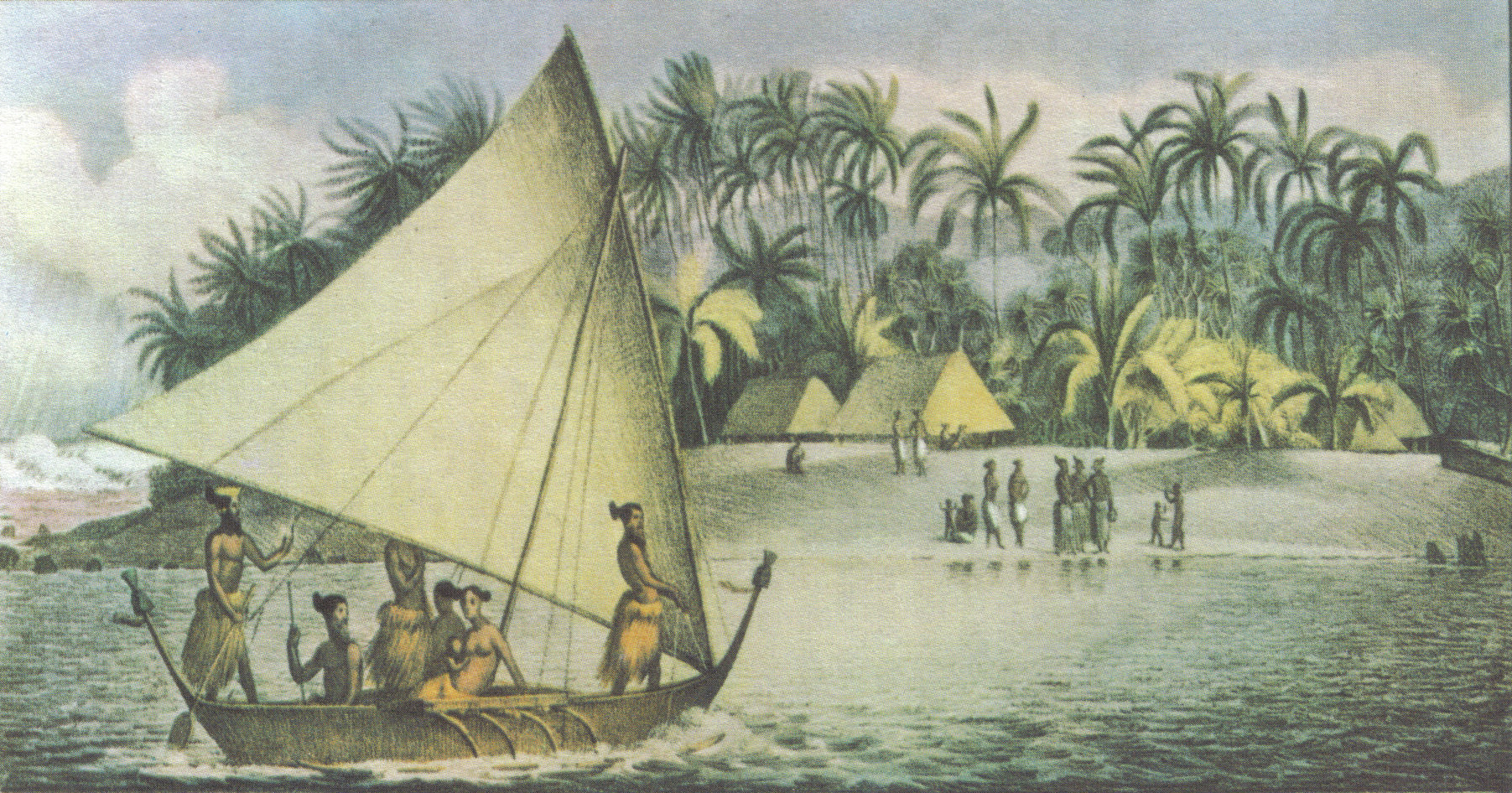
Tikanau, tecknare Louis Choris

Under resan upptäcks ytterligare en rad öar, bland annat Tikahauatollen bland Tuamotuöarna.

## Kotzebues senare liv
År 1829 befordras han till kommendör och drar sig tillbaka från aktiv tjänst.
År 1830 publicerade Kotzebue en redogörelse i två band över sin andra resa i "A New Voyage Round the World".
Han tillbringade sina sista år på sitt gods nära Kose i Harjumaa och avled 1846, 59 år gammal.